# 北回帰線

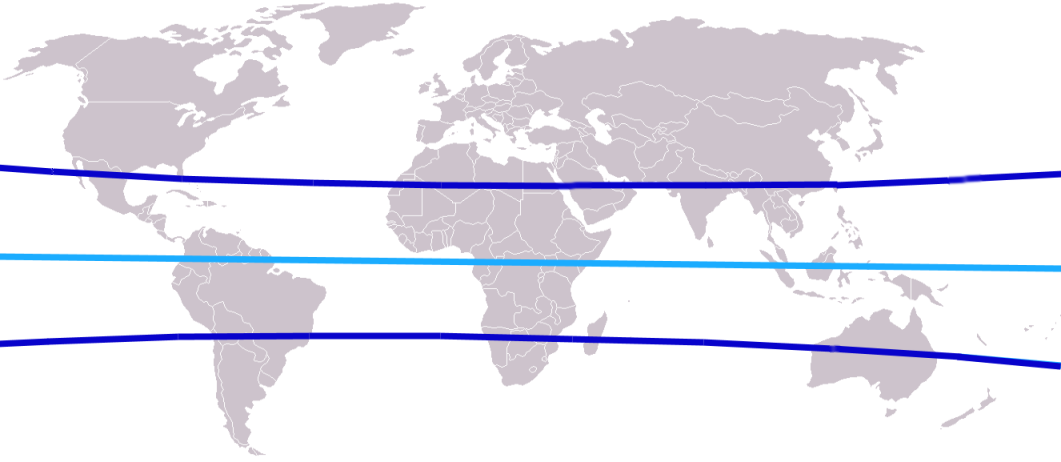
上の青線が北回帰線、中央の水色の線が赤道、下の青線が南回帰線。（ヴィンケル図法のため、緯線・経線ともにゆがみがある）

北回帰線（きたかいきせん、英: Tropic of Cancer）は、惑星や衛星の北半球に位置する回帰線である。本項では地球の北回帰線について述べる。

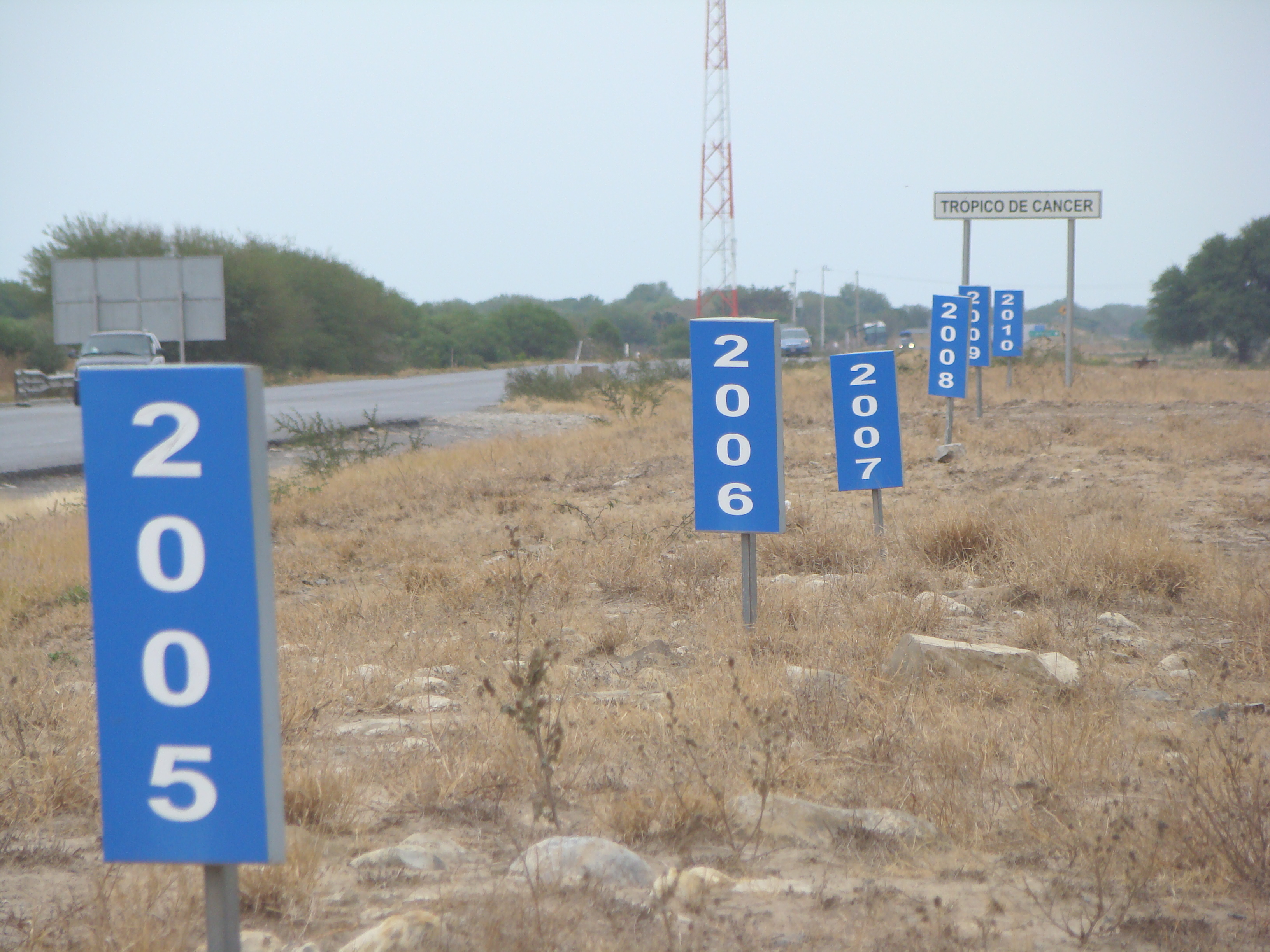
メキシコの高速道路83号線。メキシコの高速道路と北回帰線が交差するところは複数あるが、緯度がはっきりと正確にマークされており、2005年から2010年までの毎年の移動分がわかるのはここだけである。

北緯23度26分21秒に位置しているが、地球の軌道系の変化に伴って毎年微妙な誤差がある。
国際航空連盟がスカイスポーツの正確な競技記録のために規定している規則では、北回帰線の長さは36787.559 kmとされている。しかし、今の変動を考慮すれば、これは正確な値ではない（正確な値を定めることができないともいえる）。夏至の日になると、南中高度がほぼ90°になる。
英語などヨーロッパの言語の多くでは、北回帰線のことを Tropic of Cancer と呼ぶ。これは、西洋占星術の巨蟹宮（黄経90°〜120°）が夏至点から始まることによる。

## 通過地域

### 国と地域
経度180°から、東回りに並べる。
- アメリカ合衆国ハワイ州（ニホア島とネッカー島の間）
- メキシコ
- バハマ
- 西サハラ
- モーリタニア
- マリ共和国
- アルジェリア
- ニジェール
- リビア
- チャド
- エジプト
- サウジアラビア
- アラブ首長国連邦
- オマーン
- インド
- バングラデシュ
- ミャンマー
- 中華人民共和国
- 中華民国（台湾）
- 日本（南硫黄島と沖ノ鳥島の間）

### 通過点

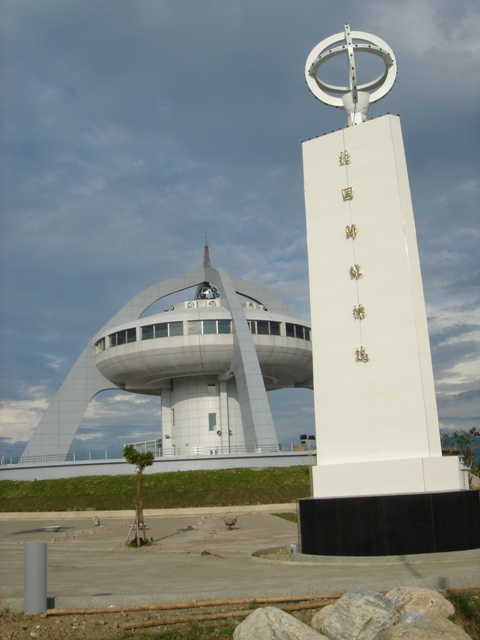
台湾嘉義県にある北回帰線標誌（記念碑），右は千々岩助太郎の設計の五代目（1942年）。

台湾には花蓮県の瑞穂郷と豊浜郷に北回帰線が通っている。また嘉義市、嘉義県水上郷にも北回帰線が通っており、日本統治時代より北回帰線駅という貨物駅があった。その駅の隣には嘉義北回帰線標誌（記念碑）がある。
中華人民共和国広東省汕頭市の北部、汕頭大学から206国道沿いに北約5kmの、鶏籠山麓にも北回帰線の位置を示す「北回帰線標志塔」がある。塔には小さな穴の開いた直径5mの地球儀があり、夏至の日の正午にはこの穴を通って真下に日光が差す様子が見られる。また、北回帰線を示す線をまたいで、片足は熱帯、片足は亜熱帯という状態で記念写真を撮る人が多い。

### 北回帰線に近い都市
- ハバナ（ キューバ）
- ダフラ（西サハラ）
- ラーンチー（ インド）
- マスカット（ オマーン）
- ダッカ（ バングラデシュ）
- 梧州市（ 中華人民共和国）
- 広州市（ 中華人民共和国）
- 汕頭市（ 中華人民共和国）
- 嘉義市（ 中華民国）